# Железарци
Железарци (болг. Железарци) — село в Болгарии. Находится в Великотырновской области, входит в общину Стражица. Население составляет 26 человек (2022).

## Политическая ситуация
В местном кметстве Кесарево, в состав которого входит Железарци, должность кмета (старосты) исполняет Румен Стефанов Павлов (Болгарская социалистическая партия (БСП)) по результатам выборов.
Кмет (мэр) общины Стражица — Стефан Рачков Стефанов (Национальное движение «Симеон Второй» (НДСВ)) по результатам выборов.